# Yang Shuncheng
Yang Shuncheng (25 de febrero de 2007) es un deportista chino que compite en natación sincronizada. Ganó una medalla de oro en el Campeonato Mundial de Natación de 2024, en la prueba solo técnico.

## Palmarés internacional
| Campeonato Mundial | Campeonato Mundial | Campeonato Mundial | Campeonato Mundial |
| Año                | Lugar              | Medalla            | Prueba             |
| ------------------ | ------------------ | ------------------ | ------------------ |
| 2024               | Doha (Catar)       | Medalla de oro     | Solo técnico       |